# نرم‌افزار رمزگذاری
نرم‌افزار رمزگذاری (به انگلیسی: Encryption software) نرم‌افزاری است که از رمزنگاری استفاده می‌کند تا از دسترسی غیرمجاز به اطلاعات دیجیتالی جلوگیری کند. از رمزنگاری برای حفاظت از اطلاعات دیجیتال موجود در رایانه و همچنین حفاظت از اطلاعات دیجیتالی ارسال‌شده در اینترنت استفاده می‌شود.

## طبقه‌بندی
محصولات نرم‌افزاری زیادی وجود دارد که رمزنگاری را ارایه می‌دهد. رمزنگاری نرم‌افزار با استفاده از یک رمز برای محو کردن محتوا به متن رمز است. یکی از راه‌های طبقه‌بندی این نوع نرم‌افزار، نوع رمز استفاده شده‌است. چیپ‌ها را می‌توان به دو دسته تقسیم کرد :رمزهای کلید عمومی (همچنین به عنوان رمزهای نامتقارن شناخته می‌شوند) و کلید رمزهای متقارن. نرم‌افزار رمز گذاری می‌تواند بر اساس کلید عمومی با رمزنگاری متقارن باشد.
راه دیگری برای طبقه‌بندی رمزنگاری نرم‌افزار، طبقه‌بندی اهداف آن است. با استفاده از این رویکرد، رمزگذاری نرم‌افزاری ممکن است به نرم‌افزار رمزگذاری شده و " داده در حال انتقال " و نرم‌افزار رمزگذاری شده " داده‌ها در حالت استراحت " طبقه‌بندی شود. داده‌های در حال انتقال عموماً از رمزهای کلید عمومی استفاده می‌کنند، و داده‌های که در حالت استراحت هستند معمولاً از رمزهای کلید متقارن استفاده می‌کنند.
رمزهای کلید متقارن را می‌توان به بلاک‌ها تقسیم کرد. رمزها معمولا رمزنگاری متن ساده یا یک بایت در زمان هستند؛ و اغلب برای رمز گذاری ارتباطات در زمان مانند اطلاعات صوتی و تصویری استفاده می‌شوند. کلید برای ایجاد وضعیت اولیه یک ژنراتور کلیدی استفاده می‌شود و خروجی آن ژنراتور برای رمز گذاری متن ساده استفاده می‌شود. الگوریتم‌های رمز گذاری شده متن ساده را به بلوک‌هایی با اندازه ثابت تقسیم می‌کنند؛ و یک بلوک را در یک زمان رمزنگاری می‌کنند.
به عنوان مثال، AES بلوک‌های ۱۶ بایت را پردازش می‌کند، در حالی که DES رمز گذاری شده بلوک‌های هشت بایت است
همچنین یک مورد شناخته شده وجود دارد که PKI برای انتقال اطلاعات در حالت استراحت استفاده می‌شود.

## داده‌های در حال انتقال
داده‌های در حال انتقال داده‌هایی هستند که در یک شبکه کامپیوتری ارسال می‌شوند. هنگامی که داده بین دو نقطه انتهایی باشد، هر گونه اطلاعات محرمانه ممکن است آسیب‌پذیر باشد. اطلاعات محرمانه (اطلاعات محرمانه) می‌تواند رمزگذاری شده برای اطمینان از محرمانه بودن آن، صحت و درستی باشد.
اغلب داده‌های انتقال بین دو کامپیوتر که یکدیگر را نمی‌شناسند - مانند بازدید یک مورد از یک وب سایت. برای ایجاد ارتباط ایمن برای اشتراک گذاری از یک کلید رمز گذاری برای ایمن‌سازی اطلاعات که مبادله می‌شود، استفاده می‌شود که مجموعه ای از نقش‌ها، سیاست‌ها و روش‌های انجام این کار توسعه یافته‌است.
این به عنوان زیرساخت کلید عمومی شناخته می‌شود یا PKI. هنگامی که PKI یک اتصال امن ایجاد کرده‌است، یک کلید متقارن می‌تواند بین آنها به اشتراک گذاشته شود. یک کلید متقارن بیش از کلید خصوصی و عمومی ترجیح داده می‌شود، زیرا یک کد متقارن خیلی کارآمدتر است (با استفاده از چرخه CPU کمتری) از یک رمز نامتقارن است.
در زیر برخی از نمونه‌هایی از نرم‌افزارهایی هستند که این نوع رمزگذاری را ارائه می‌دهند.
- امنیت IP (IPsec)
- کپی ایمن (SCP)
- ایمن ایمیل
- پوسته امن (SSH)
- پروتکل انتقال فایل SSH (SFTP)
- ارتباطات وب - HTTPS

## اطلاعات در حالت استراحت
داده‌هایی که در حالت استراحت قرار دارند به اطلاعاتی گفته می‌شود که به ذخیره‌سازی پایدار ذخیره شده‌است. اطلاعات در حالت استراحت به‌طور کلی با کلید متقارن رمزگذاری می‌شوند.
رمزگذاری ممکن است در لایه‌های مختلف در پشته ذخیره‌سازی اعمال شود. به عنوان مثال، رمزگذاری را می‌توان در لایه دیسک پیکربندی کرد، در زیر مجموعه ای از یک دیسک به نام یک پارتیشن، بر روی یک حجم که ترکیبی از دیسک‌ها یا پارتیشن‌ها، در لایه سیستم فایل یا در برنامه‌های کاربردی فضای کاربر مانند پایگاه داده یا برنامه‌های دیگر که در سیستم عامل میزبان اجرا می‌شود.
با رمزگذاری کامل دیسک، کل دیسک رمزنگاری می‌شود (به غیر از بیت‌هایی که لازم است برای بوت شدن یا دسترسی به دیسک هنگام استفاده از پارتیشن boot / preboot بدون رمزگذاری). همان‌طور که دیسک‌ها را می‌توان به چندین پارتیشن تقسیم کرد، رمزگذاری پارتیشن را می‌توان برای رمزگذاری پارتیشن‌های دیسک فردی استفاده کرد. حجم‌های ایجاد شده با ترکیب دو یا چند پارتیشن، می‌توانند با استفاده از رمزنگاری حجم رمزگذاری شوند. سیستم‌های فایل، همچنین شامل یک یا چند پارتیشن، می‌توانند با استفاده از رمزنگاری در سطح سیستم رمزگذاری شوند. هنگامی که فایل‌ها در داخل پوشه رمزگذاری می‌شوند، پوشه‌ها به عنوان رمزگذاری اشاره می‌شوند. رمزگذاری فایل یک فایل را رمزگذاری می‌کند. رمزگذاری پایگاه داده بر روی داده‌های ذخیره شده، پذیرش اطلاعات رمزگذاری شده و نوشتن آن اطلاعات به ذخیره‌سازی پایدار تنها پس از رمزگذاری داده‌ها عمل می‌کند. رمزگذاری سطح دستگاه، یک اصطلاح تا حدودی مبهم که شامل درایوهای سی دی قادر به رمزگذاری است، می‌تواند برای تخلیه وظایف رمزگذاری از CPU استفاده شود.

## انتقال اطلاعات در حالت استراحت
هنگامی که نیاز به  انتقال ایمن داده‌ها در حالت استراحت داریم، بدون توانایی ایجاد یک اتصال امن، ابزار فضای کاربر توسعه یافته‌است که از این نیاز پشتیبانی می‌کند. این ابزار به گیرندهٔ انتشار کلید عمومی آنها و فرستنده قادر است که کلید عمومی را به دست آورد. سپس فرستنده قادر به ایجاد یک کلید متقارن برای رمزگذاری اطلاعات است و سپس از کلید عمومی گیرنده برای ایمن انتقال اطلاعات و کلید متقارن محافظت می‌کند. این امر انتقال امن اطلاعات از یک طرف به دیگری را امکان‌پذیر می‌سازد.
در زیر برخی از نرم‌افزاری‌هایی که این نوع رمز گذاری را ارایه می‌دهند، آورده شده‌است.
- گارد محافظ گنو (GnuPG یا GPG)
- حفظ حریم خصوصی (PGP)